# 90502 Buratti
90502 Buratti è un asteroide della fascia principale. Scoperto nel 2004, presenta un'orbita caratterizzata da un semiasse maggiore pari a 3,9853081 UA e da un'eccentricità di 0,1932995, inclinata di 9,11133° rispetto all'eclittica.